# Whitehorse-Centre-Sud
Pour les articles homonymes, voir Whitehorse.
Circonscription électorale territoriale du Canada
Whitehorse-Centre-Sud est une ancienne circonscription électorale territoriale du Yukon au (Canada). Au service de la ville de Whitehorse, la circonscription a élu un député au conseil territoriale du Yukon (en) de 1974 à 1978 et de l'Assemblée législative du Yukon de 1978 à 1992.

## Liste des députés
|  | 1974 (en) - 1978 | Jack Hibberd (en)                  | Indépendant                        |
|  | 1978 (en) - 1981 | Jack Hibberd (en)                  | Progressiste-conservateur          |
|  | 1981             | vacant (démission de Jack Hibberd) | vacant (démission de Jack Hibberd) |
|  | 1981¹ - 1982     | Roger Kimmerly (en)                | NPD                                |
|  | 1982 - 1985      | Roger Kimmerly (en)                | NPD                                |
|  | 1985 - 1989      | Roger Kimmerly (en)                | NPD                                |
|  | 1989 - 1992      | Joyce Hayden (en)                  | NPD                                |

- ¹   = Élections partielles